# 13906 Шунда
13906 Шунда (13906 Shunda) — астероїд головного поясу, відкритий 20 серпня 1977 року.
Тіссеранів параметр щодо Юпітера — 3,561.
Названо на честь математика Никифора Миколайовича Шунди (нар. 1932) професора і з 1975 до 2003 року ректора Вінницького державного педагогічного університету, який зробив значний внесок у розвиток університету.